# 아이티의 로마 가톨릭 교구 목록
아이티의 로마 가톨릭 교구는 2개 관구에 2개 관구장좌 대교구와 8개 일반교구로 구성된다

## 교구

### 카프-아이티엥 관구( province of Cap-Haïtien)
- 카프-아이티엥 관구장좌 대교구( Archdiocese of Cap-Haïtien)
- 포르티베르테 교구( Diocese of Fort-Liberté)
- 인체 교구( Diocese of Hinche)
- 레스고나이베스 교구( Diocese of Les Gonaïves)
- 포르테파익 교구( Diocese of Port-de-Paix)

### 포토프랭스관구(province of Port-au-Prince)
- 포르토프랭스 관구장좌 대교구(Archdiocese of Port-au-Prince)
- 영쓰아보 와 미라고안네 교구( Diocese of Anse-à-Veau and Miragoâne)
- 자크멜 교구( Diocese of Jacmel)
- 제레미 교구( Diocese of Jérémie)
- 레카예 교구( Diocese of Les Cayes)